# Pungdeok-dong
Pungdeok-dong (koreanska: 풍덕동) är en stadsdel i staden Suncheon i provinsen Södra Jeolla i den södra delen av Sydkorea, 295 km söder om huvudstaden Seoul.